# Crna Rijeka
Crna Rijeka (cyr. Црна Ријека) – wieś w Bośni i Hercegowinie, w Republice Serbskiej, w gminie Novi Grad. W 2013 roku liczyła 106 mieszkańców.